# 石川青年師範学校
| 石川青年師範学校 （石川青師） | 石川青年師範学校 （石川青師） |
| ----------------------------- | ----------------------------- |
| 創立                          | 1944年                        |
| 所在地                        | 石川県金沢市                  |
| 初代校長                      | 五坪茂雄                      |
| 廃止                          | 1951年                        |
| 後身校                        | 金沢大学                      |
| 同窓会                        | 金沢大学 教育学部同窓会       |

石川青年師範学校（いしかわせいねんしはんがっこう）は、1944年（昭和19年）に設立された青年師範学校である。

## 概要
- 1918年（大正7年）設立の石川県立教員養成所を起源とする。
- 1944年、石川県立青年学校教員養成所・石川県立女子青年学校教員養成所（1935年設立）の統合・官立移管により石川青年師範学校となった。
- 第二次世界大戦後の学制改革により、新制金沢大学教育学部（現・人間社会学域学校教育学類）の母体の一つとなった。

## 沿革

### 前史
- 1918年4月：石川郡松任町（現・白山市）に石川県立教員養成所を設立。4月13日、開校式挙行。
- 1921年4月： 石川県立実業補習学校教員養成所と改称。
- 1935年4月： 石川県立青年学校教員養成所と改称（2年制）。
同月、石川県立女子青年学校教員養成所を設立（河北郡津幡町）。

### 石川青年師範学校
- 1944年4月1日： 男女両青年学校教員養成所を統合・官立移管し石川青年師範学校設置。
  - 本科3年制。河北郡津幡町（旧女子青年学校教員養成所校地）で発足。
- 1946年6月： 金沢市野田町（現・平和町）の旧騎兵隊跡に移転。
- 1949年4月： 金沢市弥生町（現・弥生）の石川師範学校校舎に移転。
  - 附属中学校（新制）は金沢市広坂に移転。
- 1949年5月31日： 新制金沢大学発足。
  - 石川青年師範学校は石川師範学校と共に教育学部の母体として包括された。
- 1951年3月： 金沢大学石川青年師範学校（旧制）、廃止。

## 歴代校長
官立石川青年師範学校
- 校長： 五坪茂雄 （1944年4月 - 1946年）
  - 衆議院議員当選のため辞職。
- 校長： 難波得三 （1946年5月 - 1949年）
- 校長： 清水暁昇 （1949年7月 - 1950年10月）
  - 新制金沢大学教育学部 初代学部長
- 校長： 徳光八郎 （1950年10月 - 1951年3月）
  - 新制金沢大学教育学部 第2代学部長

## 校地の変遷と継承
石川青年師範学校は、前身の石川県立女子青年学校教員養成所から引き継いだ、河北郡津幡町加賀爪の校地で発足した。第二次世界大戦後の1946年6月、金沢市野田町（現・平和町）の旧・騎兵隊跡に移転。新制金沢大学教育学部に包括されることになり、1949年4月には市内弥生町（現・弥生）の石川師範学校校舎に統合移転した（青年師範学校附属中学校は、石川師範学校附属校とともに市内広坂の校地［現・金沢21世紀美術館］に統合された）。
旧・野田町校地は 1949年3月末で金沢市に売却され、市立野田中学校校地となった。1950年12月、町内の旧・山砲隊跡に所在していた金沢高師が敷地を警察予備隊に明け渡すことになり（現・陸上自衛隊金沢駐屯地）、旧・野田町校地の一部は金沢高等師範学校附属中学校・高等学校・五誓寮に使用された。1995年9月、金沢大学教育学部の他の附属校も広坂から平和町（旧・野田町校地）に統合され、現在に至っている。

## 関連書籍
- 金沢大学五十年史編纂委員会（編） 『金沢大学五十年史 : 通史編』 金沢大学創立五十周年記念事業後援会、2001年8月。